# Иньчжоу (Телин)
Иньчжо́у (кит. упр. 银州, пиньинь Yínzhōu) — район городского подчинения городского округа Телин провинции Ляонин (КНР). Политический, экономический и культурный центр Телина.

## История
Во времена империи Ляо ляоский Тай-цзу в 917 году выплавлял в этих местах серебро. Поэтому данное урочище получило название «Иньчжоу» (银州, «серебряная область»). При чжурчжэньской империи Цзинь она получила название «уезд Синьсин», а при империи Мин эти места стали называть «Телин».
В 1979 году посёлок Иньчжоу с прилегающими землями был выделен из уезда Телин в отдельный город Телин. В 1984 году был образован городской округ Телин, а бывший город Телин стал районом Иньчжоу в его составе.

## Административное деление
Район Иньчжоу делится на 7 уличных комитетов и 1 волость.

## Соседние административные единицы
Район Иньчжоу полностью окружён уездом Телин.